# 唄う六人の女
『唄う六人の女』（うたうろくにんのおんな）は、2023年10月27日に公開された日本映画。監督・脚本・編集は石橋義正、主演は竹野内豊と山田孝之。PG12指定。
車の事故で奇妙な「六人の女」たちの住む美しい村に迷い込んでしまった2人の男性が女性たちの行動に翻弄されていく姿を描く。

## あらすじ
東京でフォトグラファーとして働く萱島森一郎は、両親の離婚で生き別れた父親が山深い実家で孤独死したと知らされる。遺体は既に埋葬されたというが、相続した不動産の処理のために、森一郎は4才で離れた実家を数十年ぶりに訪れ、父親が何かを調査していた痕跡や、飛び立つフクロウの古い写真を見つける。
東京の開発業者の社員である宇和島と数百万円で土地家屋の売買契約を終え、彼の車に同乗して実家を後にする森一郎。車は途中で和服の若い女・ハチを轢きかけ、何とかかわしたが、その先の落石に衝突し、森一郎と宇和島は気を失う。
翌朝、目を覚ました森一郎は、見知らぬ古民家で両手を縛られ寝かされており、ハチから無言で妙な朝食を食べさせられる。そして、持っていた札束は燃やされ携帯も壊されて、無理やり熱い風呂に入れられる。
森一郎は、次の瞬間には湖で別の女・ナマズに翻弄され、慌てて湖面に浮上する。宇和島も、納屋で別の凶暴な女・マムシにいたぶられていた。この家には口をきかない6人の女がいるようで、宇和島を助けようとした森一郎も共に納屋に閉じ込められてしまう。
森一郎と宇和島は納屋の番をしていた、おとなしそうな女・フクロウに納屋を開けさせ、脱出する。森一郎は森で父の遺品のカメラを見つけ、父がフクロウの飛び立つ写真をこの地で撮ったことを知る。宇和島は森で幼い息子を連れた女・ヤマネを見かけ息子を捕らえるが、森一郎は少年を逃がしてやる。
夜になり、森一郎は女たちから食料や酒を与えられる。昼間は微動だにしなかった女・シダ植物もクネクネと活動を始めた。宇和島は、森で女・フクロウと出合い乱暴する。彼は悪徳開発業者で、この一帯の土地は政府の核廃棄物処理場の候補地だった。森一郎が売った土地は最後まで彼の父親が売却を拒んで来た区画だったのだ。
森一郎の父親は若い頃、この森の女たちを探して守ることに取り憑かれ、そのことを理解できない母親は森一郎を連れて離婚した。森一郎は森をさまよい、子供の頃に溺れかけた自分を助けてくれたのが写真に写った飛び立つフクロウ(の化身の女)だった事を思い出す。
東京で森一郎のマネージャーを務める恋人の咲洲かすみは、彼が衝突事故後に行方不明になったと知って現地に駆け付ける。そして、彼の実家で父親の手紙を発見し、巡り合った森一郎に渡す。手紙を読んだ森一郎は処理場計画を止めるには地下の活断層の存在を明らかにする必要があり、その証拠写真を奪うために宇和島が父親を殺したことを知る。
森一郎は宇和島から奪った書類をかすみに持たせ、活断層の写真を東京の弁護士に見せるよう指示して車から降ろす。土地の売買契約も処理場問題の秘匿によって無効になるはずだった。自らは宇和島から女たちを守るために森に戻ろうとして、車ごと再び落石に衝突する。
命をかけて森に戻った森一郎だが、宇和島に殺されてしまう。宇和島は凶暴な女・マムシに噛まれ、その毒で死んだが、現実の世界の森一郎も落石との衝突によって死亡していた。
残されたかすみは森一郎の子を妊娠していたが、彼に代わって取り戻した実家に住み、生まれた女の子を育てていき、土地を守り続けると誓う。

## キャスト

### 主要人物
萱島森一郎
演 - 竹野内豊
東京でフォトグラファーとして活躍している。
父が遺した山や実家を売却整理するため、山奥の生家に戻ることになるが、宇和島が運転する車の事故で奇妙な女たちの住む村に迷い込んでしまう。
宇和島凌
演 - 山田孝之
東京の開発業者の下請け業者。萱島の父の土地を強引な手段で取得しようとする。萱島とともに村に迷い込む。

### 「六人の女」
萱島と宇和島を監禁する、美しく奇妙な女たち。
刺す女（ハチ）
演 - 水川あさみ
クールな雰囲気の女性。
濡れる女（ナマズ）
演 - アオイヤマダ
妖艶な雰囲気の女性。
撒き散らす女（シダ植物）
演 - 服部樹咲
神秘的な雰囲気の女性。
牙を剥く女（マムシ）
演 - 萩原みのり
好戦的な雰囲気の女性。
見つめる女（フクロウ）
演 - 桃果
おとなしい雰囲気の女性。
包み込む女（ヤマネ）
演 - 武田玲奈
優しい雰囲気の女性。

### 森一郎の関係者
山際茂
演 - 大西信満
森一郎の父。森一郎が4歳の時に離婚し、それ以来会っていなかった。
咲洲かすみ
演 - 武田玲奈（一人二役）
森一郎のマネージャーで恋人。

### その他
島田
演 - 津田寛治
東京の開発業者。宇和島が下請けをしている。
杉田
演 - 白川和子
近隣の住人。山際茂と付き合いがあった。
松根
演 - 竹中直人
地元の不動産屋。茂の土地などの売却に荷担している。
役名不明
演 - 植木祥平、下京慶子、鈴木聖奈

## スタッフ
- 監督・脚本・編集 - 石橋義正[8]
- 脚本 - 大谷洋介[8]
- 音楽 - 加藤賢二[8]、坂本秀一[8]
- 主題歌 - NAQT VANE「NIGHTINGALE」（avex trax）[1]
- 製作 - 中島隆介[9]、英田理志[9]、大熊一成[9]、勝股英夫[9]、伊藤主税[9]、古迫智典[9]、榊原有佑[9]、今村俊昭[9]、石橋義正[9]、杉本昌弘[9]、篠田雄介[9]、梅景匡之[9]、レネ パウレズィヒ[9]、はじめしゃちょー[9]
- プロデューサー - 伊藤主税[10]、植村真紀[8]、大橋和実[8]、下京慶子[10]
- 共同プロデューサー - 山田孝之[10]、佐野徹[8]、河本晴光[8]、門馬直人[8]
- ラインプロデューサー - 村岡伸一郎[8]
- 撮影 - 髙橋祐太[8]
- 照明 - 友田直孝[8]
- 録音 - 島津未来介[8]
- 美術 - 黒川通利[8]、将太[8]
- 装飾 - 須坂文昭[8]
- 小道具 - 宮本里菜[8]
- アートプランニング - 石橋亜樹[8]
- 着物デザイン - 江村耕市[8]
- 着物制作 - 下城美香[8]
- 衣装デザイン・制作（洋装） - 川上須賀代[8]
- 衣装 - ワード・ローブ[9]
- 音響効果 - 大塚智子[8]
- ヘアメイク - 中野泰子[8]
- 特殊メイク・造形 - 中田彰輝[8]
- 振付 - 藤井泉[8]
- VFXスーパーバイザー - 寺岡マサヒロ[8]
- 助監督 - 佐和田惠[8]
- 制作担当 - 鍋島章浩[8]
- 特別協賛 - フクダ不動産、ピアッツァホテル奈良
- 協賛 - ジェイアイシーセントラル
- 特別協力 - 集英社、ヤマサキリョウ
- 支援 - 南丹市、宇陀市、大和郡山市
- 配給 - ナカチカピクチャーズ、パルコ
- 制作 - クープ、コンチネンタルサーカスピクチャーズ
- 制作協力 - and pictures
- 製作 -「唄う六人の女」製作委員会（ナカチカ、TIME、ポニーキャニオン、エイベックス・ピクチャーズ、and pictures、クープ、Your Films、朝日放送テレビ、石橋プロダクション、アド近鉄、21インコーポレーション、UUUM、NUNW、ハジメーン）

## 漫画
コミカライズが『劇画 唄う六人の女』のタイトルで、『ウルトラジャンプ』（集英社）にて2023年7月号より2024年6月号まで連載。原作は石橋義正、漫画はヤマサキリョウが担当。
- 石橋義正（原作）・ヤマサキリョウ（漫画）『劇画 唄う六人の女』集英社〈ヤングジャンプ コミックス〉、全2巻
  1. 2023年10月19日発売[14]、ISBN 978-4-08-892869-2
  2. 2024年8月19日発売[15]、ISBN 978-4-08-893124-1